# China septentrional y meridional
China septentrional (en chino simplificado, 中国北方 o 中国北部; literalmente, ‘norte de China’) y China meridional (en chino simplificado, 中国南方 o 中国南部; literalmente, ‘sur de China’) son dos regiones aproximadas que muestran ciertas diferencias en términos de su geografía, demografía, economía y cultura.

## Medida
Las montañas Qinling-Daba sirven como zona de transición entre el norte y el sur de China. Coinciden aproximadamente con la isoterma de 0 grados Celsius de enero, la isoyeta de 800 milímetros (31,5 plg) y el contorno de duración de la luz solar de 2000 horas. La cuenca del río Huai cumple una función similar, y el curso del Huaihe se ha utilizado para establecer diferentes políticas hacia el norte y el sur. 

## Historia

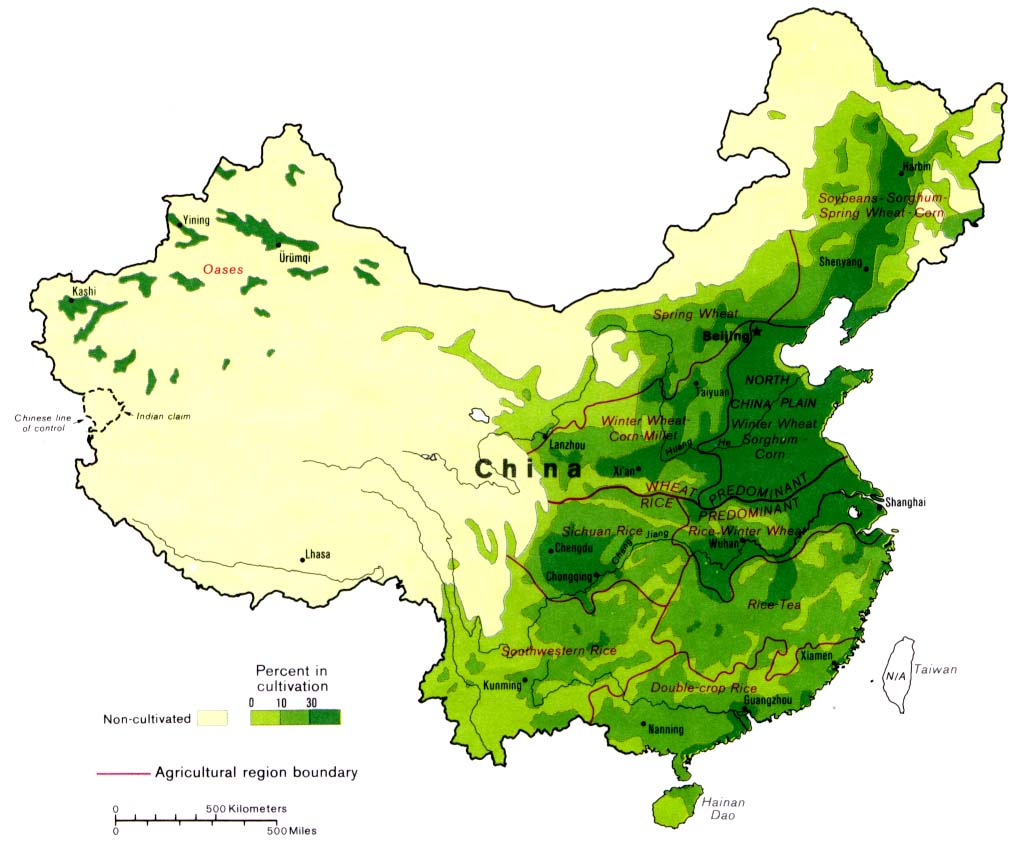
En las regiones del norte se suele cultivar trigo, mientras que en el sur el arroz es más frecuente.

Históricamente, las poblaciones migraban del norte al sur, especialmente a sus zonas costeras y a lo largo de los principales ríos.
Después de la caída de la dinastía Han, las dinastías meridionales y septentrionales (420-589) gobernaron sus respectivas partes de China antes de reunirse bajo la dinastía Tang.
Durante la dinastía Qing, las diferencias regionales y la identificación en China fomentaron el crecimiento de estereotipos regionales. Estos estereotipos aparecían a menudo en crónicas históricas y diccionarios geográficos y se basaban en circunstancias geográficas, asociaciones históricas y literarias (por ejemplo, la gente de Shandong era considerada recta y honesta) y la cosmología china (como el sur estaba asociado con el elemento fuego, los sureños eran considerados de mal genio). Estas diferencias se reflejaron en las políticas de la dinastía Qing, como la prohibición de que los funcionarios locales prestaran servicios en sus áreas de origen, así como en la conducta de las relaciones personales y comerciales. En 1730, el emperador Kangxi hizo la observación en el Tingxun Geyan (庭訓格言):

Los habitantes del norte son fuertes; no deben copiar las dietas sofisticadas de los sureños, que son físicamente frágiles, viven en un entorno diferente y tienen estómagos e intestinos diferentes.
Emperador Kangxi
Tingxun Geyan (《庭訓格言》)

Durante el período republicano, Lu Xun, un importante escritor chino, escribió:

Según mi observación, los norteños son sinceros y honestos, mientras que los sureños son hábiles y rápidos de mente. Éstas son sus respectivas virtudes. Sin embargo, la sinceridad y la honestidad conducen a la estupidez, mientras que la habilidad y la rapidez de mente conducen a la duplicidad.
Lu Xun
Obras completas de Lu Xun (《魯迅全集》), pp. 493–495.

## Actualidad

### Clima

La temperatura promedio en China en enero es cero (Celsius), con temperaturas bajo cero en el norte y por encima de cero en el sur.

Las regiones del norte de China tienen inviernos largos, fríos y secos, a menudo bajo cero, y veranos largos, calurosos y húmedos. Los períodos de transición son cortos. La ecología es simple y no resistente a las sequías.
Muchas regiones del sur son subtropicales y verdes todo el año. Los inviernos son cortos. A menudo se producen tifones y el monzón del este de Asia en verano.La ecología es compleja y las inundaciones son más frecuentes.

### Dieta y productos
Las regiones del norte son más fáciles de cultivar. Se cultivan cultivos resistentes como maíz, sorgo, soja y trigo, y se producen una o dos cosechas cada año. La temporada de crecimiento dura de cuatro a seis meses. Los alimentos a base de trigo, como el pan, las albóndigas y los fideos, son más comunes.
El cultivo de las regiones del sur comenzó más tarde en la historia. Las temperaturas cálidas y las abundantes lluvias favorecen la producción de arroz y frutas tropicales. Se pueden cultivar de dos a tres cosechas cada año y la temporada de crecimiento dura de nueve a doce meses. Los alimentos a base de arroz son más comunes.

### El idioma y la gente

Las regiones del norte son predominantemente de habla mandarín, mientras que las del sur hablan mandarín del suroeste, mandarín del este y otros idiomas. ("Mandarín" y "Sur" en este mapa se refieren a las lenguas siníticas, mientras que otros grupos no son siníticos).

Jones Lamprey, un cirujano del ejército británico en 1868, escribe que los norteños tienen tonos de piel más claros que los sureños, aunque el tono puede cambiar mucho de una estación a otra dependiendo de la exposición de un individuo a la luz solar cuando realiza trabajo manual al aire libre. Los norteños suelen ser más altos que los sureños.
En las regiones del norte se hablan ampliamente variantes del mandarín y a menudo con acento rótico. Los grupos étnicos son comparativamente más diversos en las regiones del sur. El acento rótico suele estar ausente en el mandarín que se habla allí. Los diferentes dialectos son menos inteligibles entre sí y se hablan otros idiomas como el cantonés o el hokkien. Las organizaciones de patrilinaje son más grandes y están más integradas en las regiones rurales del sur, posiblemente debido a las fusiones y la competencia por el territorio.
Una serie de estudios sobre las diferencias regionales en China sugieren que las personas de lugares donde se cultiva trigo tienen estilos sociales y de pensamiento diferentes a los de las regiones donde se cultiva arroz.  Se ha descubierto que los encuestados del norte de China son más individualistas, piensan de forma más analítica y son más abiertos con los extraños. Los que provienen de las regiones del sur son más propensos a pensar de manera holística, interdependiente y a establecer una distinción más amplia entre amigos y extraños. La diferencia se atribuyó al cultivo del arroz, que a menudo requiere compartir la mano de obra y gestionar una infraestructura de riego compartida.

### Transporte
Viajar entre lugares tiende a ser más fácil en las regiones del norte, donde el terreno es más uniforme.

### Economía
A medida que China se modernizó, el norte inicialmente se desarrolló más rápido debido a las políticas económicas planificadas, la ayuda soviética y su concentración en las industrias de construcción y extracción de recursos. Sin embargo, después de las reformas de mercado, el sur tomó la delantera debido a las industrias manufactureras y finalmente a las de alta tecnología, así como a la continua migración interna hacia la región.

### Salud
Una investigación mostró que la esperanza de vida era ligeramente mayor en el sur de China en comparación con el norte de China. En 2018, fueron 76,66 años para el norte y 77,35 para el sur. Según datos de una encuesta realizada en 2011, los habitantes del sur de China tenían un 10,51% menos de probabilidades de ser obesos y tener sobrepeso en comparación con el norte.

## Lectura adicional
- Brues, Alice Mossie (1977). People and Races. Macmillan series in physical anthropology. New York, NY: Macmillan. ISBN 978-0-02-315670-0.
- Du, Ruofu; Yuan, Yida; Hwang, Juliana; Mountain, Joanna; Cavalli-Sforza, L. Luca (1992). «Chinese Surnames and the Genetic Differences between North and South China». Journal of Chinese Linguistics Monograph Series (5): 1-93. ISSN 2409-2878. JSTOR 23825835.
- Ebrey, Patricia Buckley; Liu, Kwang-chang. (1999). The Cambridge Illustrated History of China. Cambridge University Press.
- Morgan, Stephen L. (2000). «Richer and Taller: Stature and Living Standards in China, 1979-1995». The China Journal (44): 1-39. ISSN 1324-9347. JSTOR 2667475. PMID 18411497. doi:10.2307/2667475.
- Muensterberger, Warner (1951). "Orality and Dependence: Characteristics of Southern Chinese." In Psychoanalysis and the Social Sciences, (3), ed. Geza Roheim (New York: International Universities Press).

- Datos: Q2138179